# Eresma
La rivière Eresma est un cours d'eau espagnole dans la communauté autonome de Castille-et-León et dans les provinces de Ségovie et de Valladolid. Elle est un affluent droit de l'Adaja et donc un sous-affluent du fleuve le Douro.

## Géographie
Le Río Eresma a une longueur de 134 km[réf. nécessaire].

### Bassin versant
Son bassin versant est de 2 940 km2[réf. nécessaire].

## Hydrologie
Son module est de 7,5 m3/s[réf. nécessaire].